# 어린이세상역
어린이세상역(Children's World Station, 어린이世上驛)은 대구광역시 수성구 황금2동에 위치한 대구 도시철도 3호선의 전철역이다. 인근에 대구어린이대공원과 과학고등학교, 대구과학교육원 등이 있다.

## 역명의 유래
인근에 있는 대구어린이세상에서 유래되었다. 이전 역명은 어린이회관역(Children's Hall Station, 어린이會館驛)이었으나, 대구어린이회관이 2023년 6월 말 리뉴얼 공사를 마치고 재개관하면서 대구어린이세상으로 기관명을 변경함에 따라, 이 역의 이름도 어린이세상역으로 변경되었다.

## 특징
어린이세상 삼거리에 역이 있으며, 희망로 쪽으로 갈 수 있는 길목에 역이 있다. 이 역 인근에 희망교가 있으며, 기점인 칠곡경대병원역과 정확히 19km 떨어져 있는 역이다. 대구 도시철도 3호선이 개통할 때 이 역 광장에서 개통식이 열렸다.

## 역 구조
2면 2선의 상대식 승강장이 있는 지상역이다. 난간형 스크린도어가 설치되어 있다.

### 승강장
| 수성구민운동장 ↑ |
| \| 상            |
| ↓ 황금           |

| 상행 | ● 대구 도시철도 3호선 | 수성구민운동장·서문시장·칠곡경대병원 방면 |
| 하행 | ● 대구 도시철도 3호선 | 황금·수성못·용지 방면                     |

- 대합실을 지나면 반대편 승강장으로 횡단이 가능하다.

## 역사
- 2013년 10월 2일 : 어린이회관역으로 역명 결정
- 2015년 4월 23일 : 대구 도시철도 3호선 개통과 함께 영업 개시
- 2023년 7월 10일 : 어린이세상역으로 역명 변경[1]

## 승차량 변동
| 노선  | 승차 인원 | 승차 인원 | 승차 인원 | 승차 인원 | 승차 인원 | 주석  |
| 노선  | 2015년    | 2016년    | 2017년    | 2018년    | 2019년    | 주석  |
| ----- | --------- | --------- | --------- | --------- | --------- | ----- |
| 3호선 | 1,312     | 1,326     |           |           | -         | [ 2 ] |

## 역 주변
| 나가는 곳 | 방면                                                                  |
| --------- | --------------------------------------------------------------------- |
| 1         | 대구어린이세상 대구과학고등학교 대구광역시과학교육원 대구동산초등학교 |

## 사진

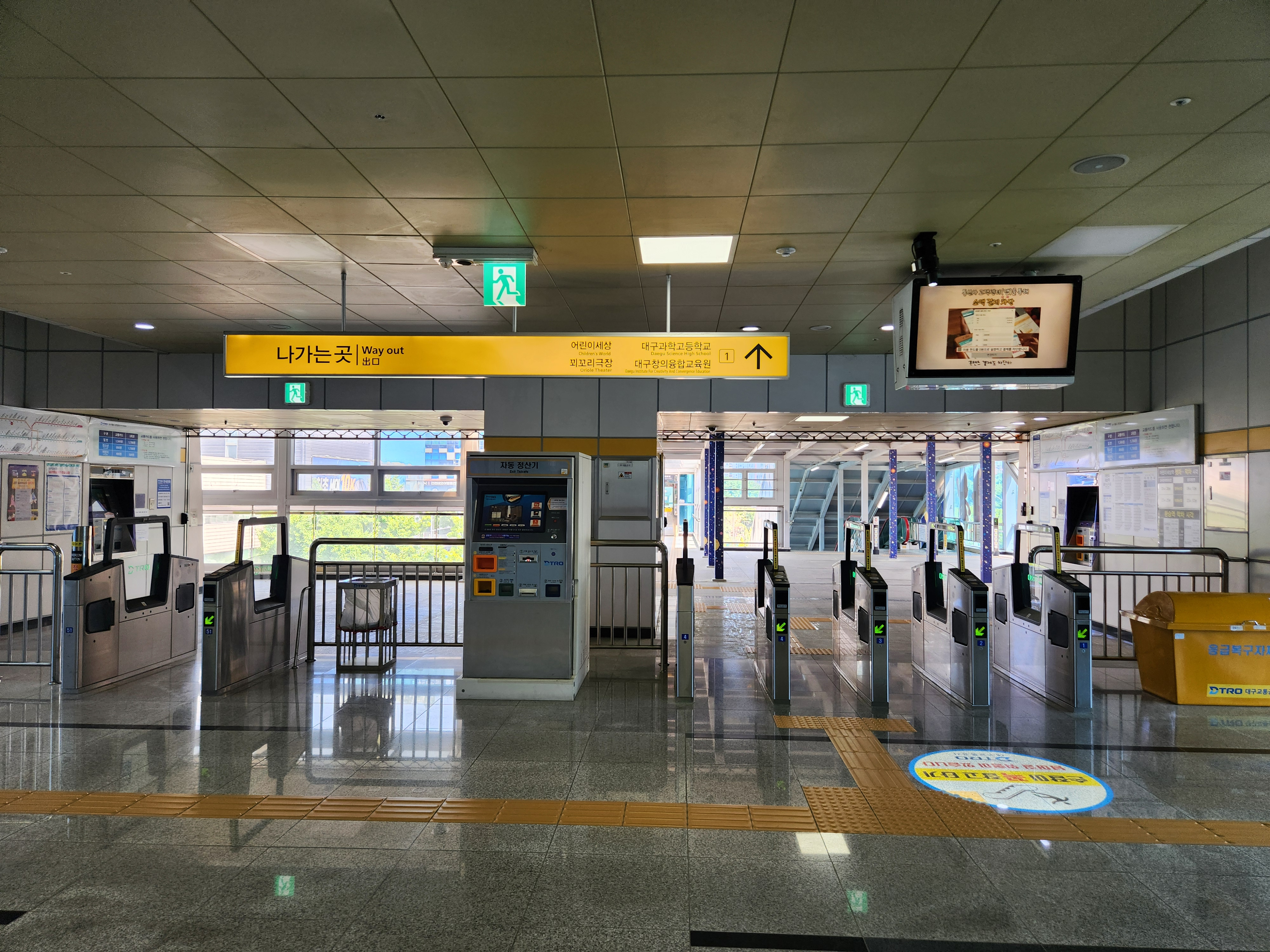
개찰구
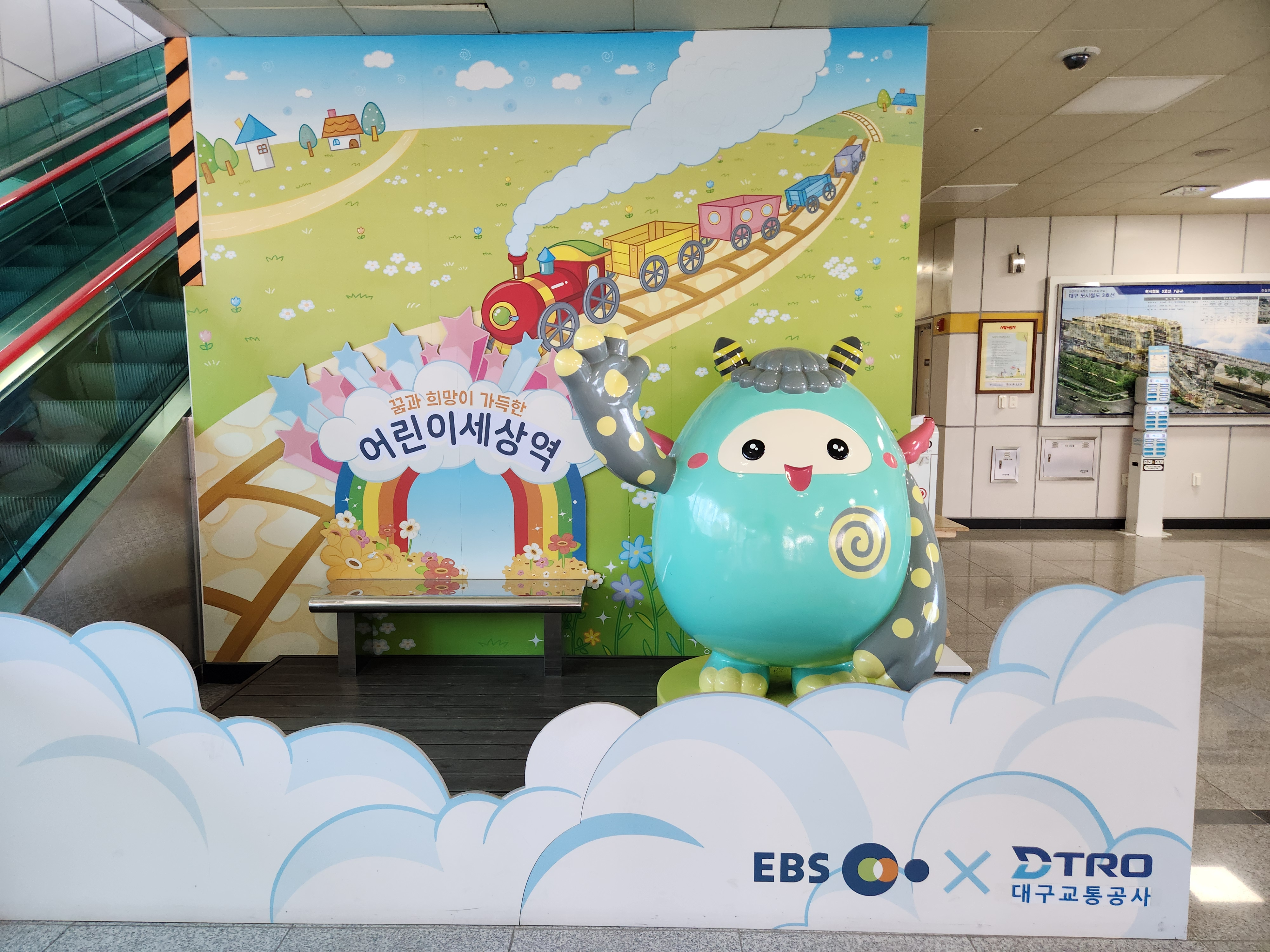
역 포토존 (대구교통공사와 한국교육방송공사 간의 협업을 통해 설치됨)
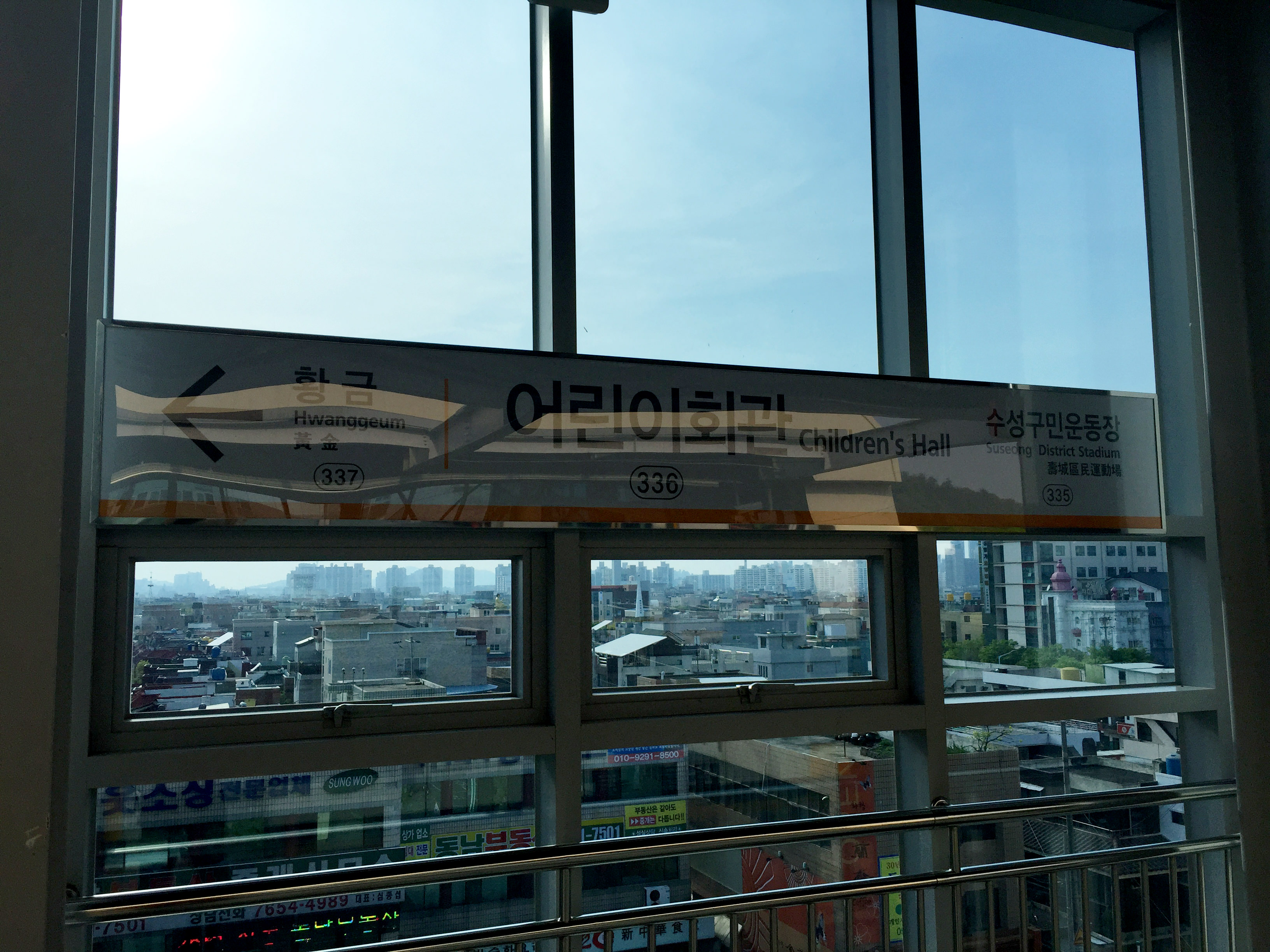
어린이회관역 시절의 역명판 (2015년 4월 촬영)

## 인접한 역
| 대구 도시철도 3호선                  | 대구 도시철도 3호선   | 대구 도시철도 3호선 |
| ------------------------------------ | --------------------- | ------------------- |
| 335 수성구민운동장 칠곡경대병원 방면 | ● 대구 도시철도 3호선 | 337 황금 용지 방면  |